# آواتا نو ماهیتو
آواتا نو ماهیتو (به ژاپنی: Awata no Mahito 粟田 真人); ۱ ژانویهٔ ۰۶۵۰ – ۲۸ فوریه ۷۱۹) یک نخبه و محقق در دوره آسوکا و اوایل دوره نارا اهل ژاپن بود. وی در برنامه‌ریزی ضوابط تایهو در کنار شاهزاده اوساکابه و فوجیوارا نو فوهیتو شرکت کرد.